# San Isidro las Trojes
San Isidro las Trojes är en ort i kommunen Otzolotepec i delstaten Mexiko i Mexiko. Samhället hade 845 invånare vid folkräkningen år 2020.